# Дыгало, Виктор Ананьевич
Виктор Ананьевич Дыга́ло (26 марта 1926 — 2 сентября 2011) — советский военачальник-подводник, контр-адмирал (19.02.1968), писатель-маринист, кандидат военно-морских наук (1965), член Союза журналистов СССР.

## Биография
Родился 26 марта 1926 года в Одессе. Научился плавать в 5 лет с помощью братьев Анатолия и Георгия. Первое желание стать моряком возникло на берегу моря, когда увидел учебное парусное судно «Товарищ». В 1937 году окончил 7 классов. По настоянию отца поступил в Одесское художественное училище. В 1940 году бросил художественное училище и поступил во вновь открывшуюся Одесскую военно-морскую спецшколу.
После окончания 2-й военно-морской специальной школы (эвакуированной из Одессы) в городе Фергана Узбекской ССР в ноябре 1942 года поступил на военную службу в ВМФ курсантом подготовительного курса Каспийского ВВМУ, г. Баку.
С ноября 1943 года — курсант ВВМУ им. М. В. Фрунзе, г. Ленинград. С марта по июнь 1944 года находился в качестве стажёра на Черноморском флоте и не принимал участие в боевых действиях Великой Отечественной войны. Участник Парада Победы в Москве в 1945 году.
В марте 1947 года после окончания училища убыл на Камчатскую военную флотилию Тихоокеанского флота ВМФ СССР и назначен командиром рулевой группы БЧ-1 подводной лодки «Л-12», с января 1948 года — командир БЧ-1, затем БЧ-4 ПЛ «Щ-108» 5-й БПЛ Камчатской ВФ 7-го ВМФ, ВМБ Петропавловск-Камчатский. В январе 1951 года назначен помощником командира ПЛ «Б-23» 8-го	ДПЛ 3-й БПЛ 7-го ВМФ, ВМБ Советская Гавань, в ноябре 1951 года — ВРИО командира ПЛ С-118 90-й БПЛ 7-го ВМФ.
С декабря 1951 года слушатель ВСКОС ПП и ПЛО ВМС, а с сентября 1952 года — старший помощник командира ПЛ «Б-65» (пр. 611)
22-й ДиСРК ЛенВМБ. ПЛ вошла в состав 93-й БУСПЛ Кронштадтской ВМК в сентябре 1953 года, а в октябре 1954 года «Б-65» вошла в состав 161-й БПЛ 33-й ДиПЛ СФ. В июле 1955 года в составе экипажа «Б-65» убыл в состав Тихоокеанского флота. В сентябре 1955 г. ПЛ вошла в состав 182-й БПЛ 10-й ДиПЛ Камчатской военной флотилии.
В ноябре 1955 года назначен командиром большой ПЛ «Б-62» 182-й БПЛ 10-й ДиПЛ КВФ. В декабре 1956 года ПЛ вошла в состав 4-й БУСПЛ. В ноябре 1958 года «Б-62» вышла из ремонта, вошла в состав 40-й ДиПЛ подводных сил Тихоокеанского флота. В том же году впервые в ВМФ СССР выполнил стрельбу с подлодки баллистическими ракетами.
С ноября 1958 года — слушатель Военно-морской академии, после окончания которой в сентябре 1960 года назначен зам. командира дивизии, с октября 1966 года — командиром 29-й дивизии ПЛ 15-й эскадры ПЛ Камчатской военной флотилии Тихоокеанского флота. В составе этой дивизии была погибшая в марте 1968 года дизельно-электрическая подлодка К-129.
С сентября 1970 года — зам. командира Научно-испытательного центра по науке и испытаниям (в/ч 09882 — г. Феодосия) Черноморского флота. С декабря 1973 года был главным редактором журнала «Морской сборник». С мая 1978 года — зам. начальника Поисково-спасательной службы ВМФ. В декабре 1984 года уволен в запас по болезни.
С 1985 года — на научной работе в НИИ Минобороны СССР. Автор книг и многочисленных очерков на морскую тематику в периодических изданиях.
С 1980-х годов три раза участвовал в игре «Что? Где? Когда?» в качестве телезрителя[значимость факта?].
Умер 2 сентября 2011 года в Москве. Похоронен на Троекуровском кладбище.

## Награды
- Орден Красного Знамени (1967)[2];
- Орден Отечественной войны 1-й степени (06.04.1985)[6];
- Орден Красной Звезды (1955)[2];
- Орден «За службу Родине в Вооружённых Силах СССР» 3-й степени (1975)[2].
- Медаль «За боевые заслуги» (20.04.1953)[7];
- Медаль «За оборону Кавказа»;
- Медаль «За победу над Германией в Великой Отечественной войне 1941—1945 гг.»;
- Медаль «Ветеран Вооружённых Сил СССР»;
- Медаль «За безупречную службу» 1-й степени;
- Медали СССР;
- Медали РФ.

## Научная деятельность
В 1965 году защитил диссертацию, с присвоением учёной степени кандидата военно-морских наук.
С 1990 года — профессор Академии Военных наук.

## Семья
- Сын — капитан первого ранга Игорь Дыгало (род. 1964). Окончил Высшее военно-политическое училище в Киеве. С 12 по 21 августа 2000 года именно И. В. Дыгало от имени ВМФ информировал общественность и СМИ о происходящем с атомной подводной лодкой К-141 «Курск». Игорь Викторович Дыгало — приёмный сын В. Дыгало. С матерью его родного сына, которого также зовут Игорь (род. 1956), В. А. Дыгало развёлся[9].

## Избранная библиография
- История корабля: монография / Ил. Аверьянова М. — М.: Изобраз. искусство.
- Так повелось на флоте. — М.: Издательство ДОСААФ СССР, 1985.
- Море зовет: для тех, кто хочет стать офицером ВМФ // Молодежи о Вооруженных Силах СССР. — М.: Воениздат, 1989. — 127 с. — ISBN 5-203-00252-5.
- А начиналось все с ладьи… : монография. — М.: Просвещение, 1996. — 208 с. — ISBN 5-09-004080-X.
- Дыгало В. А. Откуда и что на флоте пошло. — 2-е изд. — М.: «Крафт+», 2000. — 381 с. — ISBN 5-93675-013-2.
- Океанский щит России. — Авангард, 2003. — 119 с.
- Записки контр-адмирала: Военные мемуары. — М.: Кучково Поле, 2009. — 462 с. — ISBN 5-9950-0033-0.
- Российский флот. Три века на службе Отечеству. — М.: Вече, 2007. — 365 с. — ISBN 5-9533-1735-2.